# In a Moment Like This

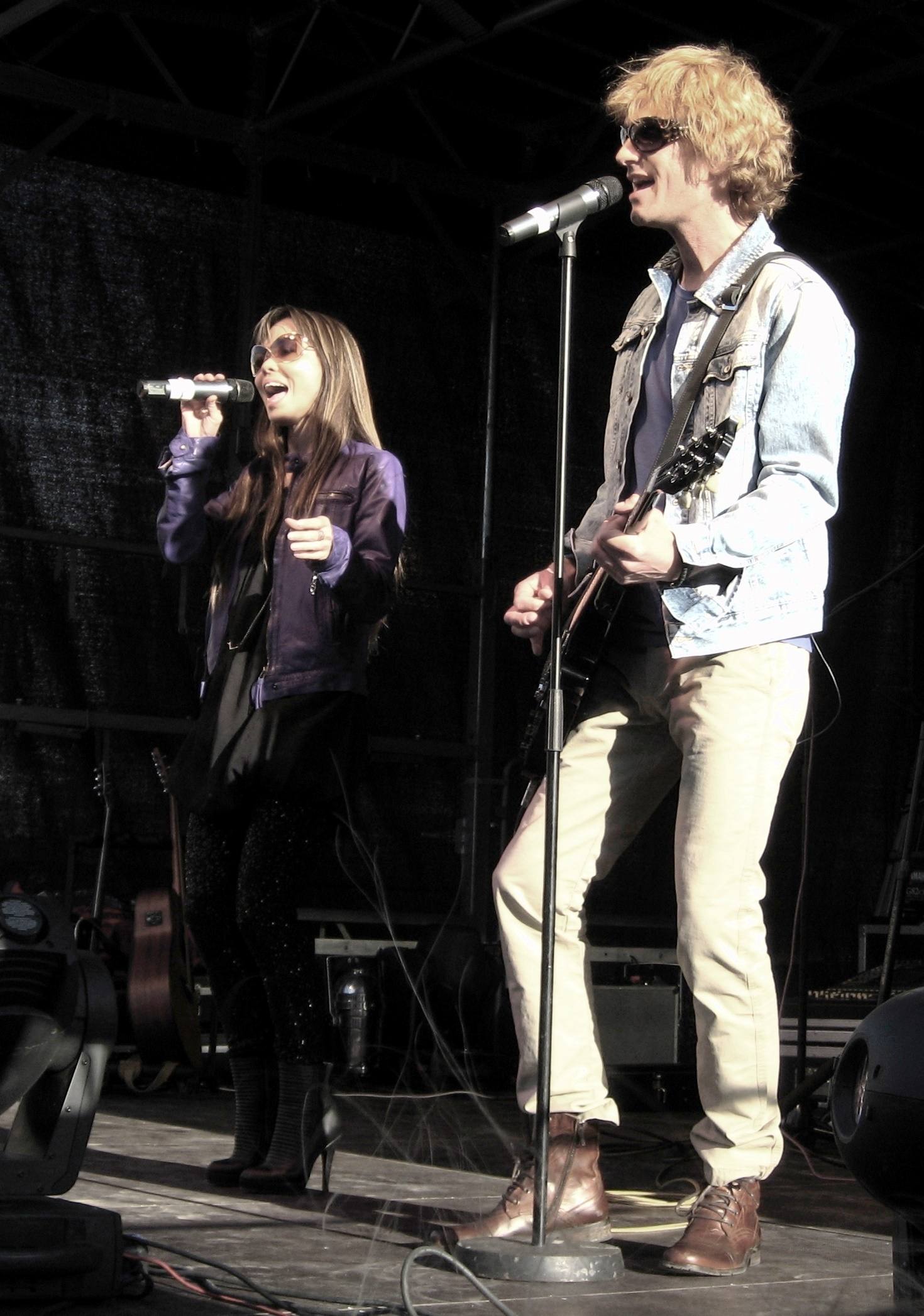
Chanée & Tomas N'evergreen

In a Moment Like This är en sång från 2010 skriven av Thomas G:son, Henrik Sethsson och Erik Bernholm. 
Låten var det vinnande bidraget i Dansk Melodi Grand Prix 2010 och framfördes av Chanée & N'evergreen. Därmed blev låten Danmarks bidrag till Eurovision Song Contest 2010 där låten tävlade i den andra semifinalen den 27 maj 2010. I finalen placerade sig låten på fjärde plats.
Låten skickades in som demo till svenska Melodifestivalen, bland annat år 2010, men där ratades den av juryn .
I Norges Inför ESC-program 2010 anklagade Eirikur Hauksson låtskrivarna för att viss del av musiken i låten är en kopia av The Police "Every Breath You Take"[källa behövs].
2010 tolkade Scotts låten tillsammans med Erica Sjöström från Drifters, vilken samma år förlades till såväl Scotts album Vi gör det igen som Drifters album Stanna hos mig.

## Listplaceringar
| Lista (2010)       | Topplacering |
| ------------------ | ------------ |
| Belgien (Flandern) | 19           |
| Danmark            | 2            |
| Norge              | 5            |
| Schweiz            | 12           |
| Storbritannien     | 137          |
| Sverige            | 21           |

### Fotnoter
1. ↑  Nöjdesbladet 24 februari 2010 - SVT ratade vinnarlåtar
2. ↑  ”Vi gör det igen”. Svensk mediedatabas. 26 februari 2010. http://smdb.kb.se/catalog/id/002643051. Läst 1 november 2010.
3. ↑  ”Stanna hos mig”. Svensk mediedatabas. 26 februari 2010. http://smdb.kb.se/catalog/id/002673447. Läst 1 november 2010.
4. ↑  Listplacering
5. ↑  Listplacering Arkiverad 23 mars 2015 hämtat från the Wayback Machine.
6. ↑  Listplacering
7. ↑  Listplacering
8. ↑  ”Listplacering”. http://zobbel.de/cluk/100612cluk.txt. Läst 5 maj 2011.
9. ↑  Listplacering